# Dalea enneandra
Dalea enneandra är en ärtväxtart som beskrevs av C.Fraser. Dalea enneandra ingår i släktet Dalea, och familjen ärtväxter. Inga underarter finns listade i Catalogue of Life.